# Zafrilla
Zafrilla község Spanyolországban, Cuenca tartományban. Zafrilla Cuenca, Albarracín, El Vallecillo, Salvacañete, Tejadillos, Laguna del Marquesado és Valdemeca községekkel határos. Lakosainak száma 53 fő (2024).

## A népesség változása
| 1991 |  | 1996 |  | 2001 |  | 2004 |  | 2013 |
| ---- |  | ---- |  | ---- |  | ---- |  | ---- |
| 153  |  | 139  |  | 122  |  | 123  |  | 78   |

## Népesség
A település lakosságának változását az alábbi diagram mutatja:
| Lakosok száma | 129  | 123  | 113  | 95   | 89   | 76   | 67   | 58   | 57   | 53   |
|               | 2001 | 2004 | 2006 | 2009 | 2011 | 2014 | 2016 | 2019 | 2021 | 2024 |